# Apheliona neglecta
Apheliona neglecta är en insektsart som beskrevs av Irena Dworakowska 1994. Apheliona neglecta ingår i släktet Apheliona och familjen dvärgstritar.
Artens utbredningsområde är Brunei. Inga underarter finns listade i Catalogue of Life.